# Porphyrinia nejdi
Porphyrinia nejdi là một loài bướm đêm trong họ Noctuidae.